# Rodelen op de Olympische Winterspelen 2022 - Estafette
De rodelestafette tijdens de Olympische Winterspelen 2022 vond plaats op 10 februari op de bobslee-, rodel- en skeletonbaan National Sliding Centre in Yanqing nabij Peking.
Dit onderdeel staat voor de tweede maal op het programma. Ieder estafetteteam bestaat uit een vrouwen enkel, een mannen enkel en een dubbelrodel.

## Uitslag
De vrouwen gaan als eerste van start, daarna volgen de mannen en de dubbels finishen als laatste.
| #                           | Land             | Olympiërs                               | Run tijd      | Totaal tijd |
| --------------------------- | ---------------- | --------------------------------------- | ------------- | ----------- |
| Goud                        | Duitsland        | Natalie Geisenberger                    | 1:00,090 (2)  | 3:03,406    |
| Goud                        | Duitsland        | Johannes Ludwig                         | 1:01,407 (2)  | 3:03,406    |
| Goud                        | Duitsland        | Tobias Wendl / Tobias Arlt              | 1:01,909 (1)  | 3:03,406    |
| Zilver                      | Oostenrijk       | Madeleine Egle                          | 1:00,054 (1)  | 3:03,486    |
| Zilver                      | Oostenrijk       | Wolfgang Kindl                          | 1:01,342 (1)  | 3:03,486    |
| Zilver                      | Oostenrijk       | Thomas Steu / Lorenz Koller             | 1:02,090 (2)  | 3:03,486    |
| Brons                       | Letland          | Elīza Tīruma                            | 1:00,578 (5)  | 3:04,354    |
| Brons                       | Letland          | Kristers Aparjods                       | 1:01,451 (3)  | 3:04,354    |
| Brons                       | Letland          | Mārtiņš Bots / Roberts Plūme            | 1:02,325 (5)  | 3:04,354    |
| 4                           | Russische ploeg  | Tatjana Ivanova                         | 1:00,147 (3)  | 3:04,667    |
| 4                           | Russische ploeg  | Roman Repilov                           | 1:01,757 (4)  | 3:04,667    |
| 4                           | Russische ploeg  | Alexander Denisyev / Vladislav Antonov  | 1:02,763 (6)  | 3:04,667    |
| 5                           | Italië           | Andrea Vötter                           | 1:00,618 (6)  | 3:04,852    |
| 5                           | Italië           | Leon Felderer                           | 1:01,960 (5)  | 3:04,852    |
| 5                           | Italië           | Emanuel Rieder / Simon Kainzwaldner     | 1:02,274 (4)  | 3:04,852    |
| 6                           | Canada           | Trinity Ellis                           | 1:00,880 (7)  | 3:05,235    |
| 6                           | Canada           | Reid Watts                              | 1:02,222 (7)  | 3:05,235    |
| 6                           | Canada           | Tristan Walker / Justin Snith           | 1:02,133 (3)  | 3:05,235    |
| 7                           | Verenigde Staten | Ashley Farquharson                      | 1:00,332 (4)  | 3:05,741    |
| 7                           | Verenigde Staten | Chris Mazdzer                           | 1:02,077 (6)  | 3:05,741    |
| 7                           | Verenigde Staten | Zachary DiGregorio / Sean Hollander     | 1:03,332 (9)  | 3:05,741    |
| 8                           | Polen            | Klaudia Domaradzka                      | 1:01,448 (10) | 3:07,136    |
| 8                           | Polen            | Mateusz Sochowicz                       | 1:02.727 (9)  | 3:07,136    |
| 8                           | Polen            | Wojciech Chmielewski / Jakub Kowalewski | 1:02,961 (7)  | 3:07,136    |
| 9                           | Roemenië         | Raluca Strămăturaru                     | 1:01,402 (9)  | 3:07,692    |
| 9                           | Roemenië         | Valentin Cretu                          | 1:02,743 (10) | 3:07,692    |
| 9                           | Roemenië         | Marian Gîtlan / Darius Şerban           | 1:03,547 (10) | 3:07,692    |
| 10                          | Tsjechië         | Anna Čežíková                           | 1:01,852 (12) | 3:09,556    |
| 10                          | Tsjechië         | Michael Lejsek                          | 1:03,545 (12) | 3:09,556    |
| 10                          | Tsjechië         | Filip Vejdělek / Zdeněk Pěkný           | 1:04,159 (11) | 3:09,556    |
| 11                          | Oekraïne         | Yulianna Tunytska                       | 1:01,123 (8)  | 3:09,604    |
| 11                          | Oekraïne         | Anton Dukach                            | 1:04,244 (13) | 3:09,604    |
| 11                          | Oekraïne         | Ihor Stakhiv / Andriy Lysetskyy         | 1:04,237 (12) | 3:09,604    |
| 12                          | China            | Wang Peixuan                            | 1:01,947 (13) | 3:10,182    |
| 12                          | China            | Fan Duoyao                              | 1:03,467 (11) | 3:10,182    |
| 12                          | China            | Huang Yebo / Peng Junyue                | 1:04,768 (13) | 3:10,182    |
| 13                          | Zuid-Korea       | Aileen Frisch                           | 1:02,682 (14) | 3:11,238    |
| 13                          | Zuid-Korea       | Lim Nam-kyu                             | 1:05,265 (14) | 3:11,238    |
| 13                          | Zuid-Korea       | Park Jin-yong / Cho Jung-myung          | 1:03,291 (8)  | 3:11,238    |
|                             | Slowakije        | Katarina Šimoňáková                     | 1:01,579 (11) | DNF         |
| Jozef Ninis                 | Slowakije        | 1:02,338 (8)                            |               | DNF         |
| Tomáš Vaverčák / Matej Zmij | Slowakije        | DNF                                     |               | DNF         |